# Yvonne Craig
Yvonne Joyce Craig (Taylorville, 16 maggio 1937 – Pacific Palisades, 17 agosto 2015) è stata un'attrice e ballerina statunitense, nota per aver interpretato Batgirl nella serie televisiva Batman e Marta, la schiava mentalmente instabile di Orione, nell'episodio Il sogno di un folle della terza stagione della serie televisiva Star Trek.

## Biografia

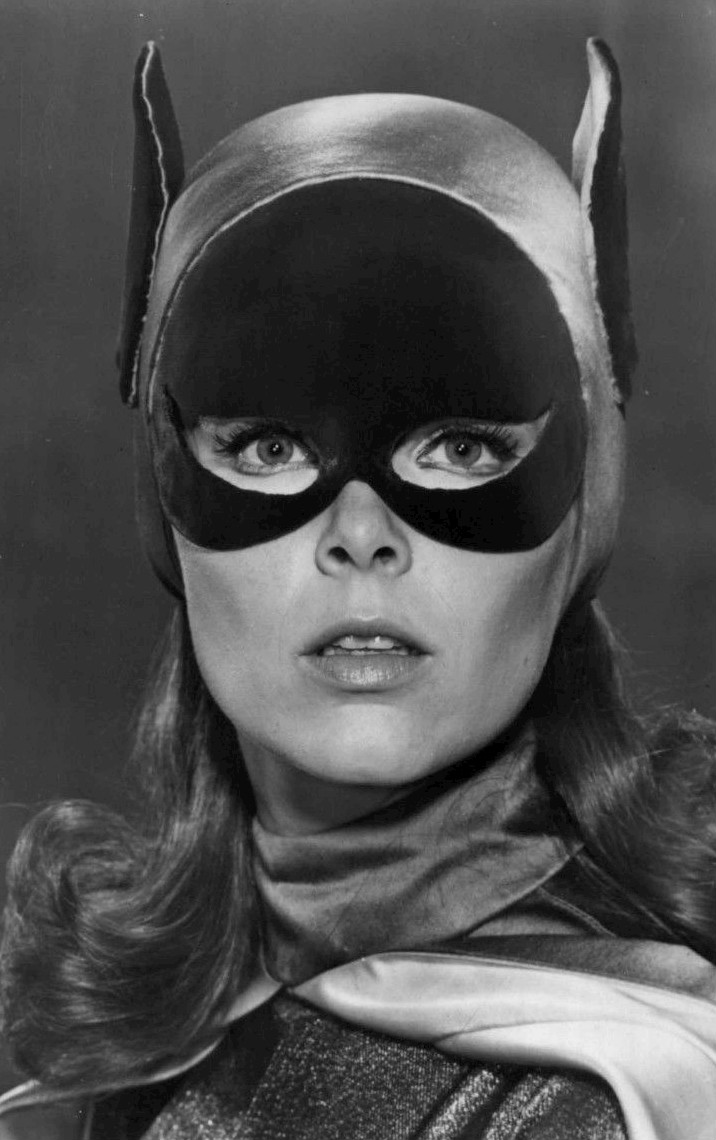
Yvonne Craig nel costume di Batgirl

Yvonne Craig nacque a Taylorville, nell'Illinois e crebbe a Columbus, nell'Ohio fino all'età di 14 anni. Dopo aver studiato per diventare ballerina, fece parte del corpo di ballo Balletti russi di Monte Carlo negli anni cinquanta. Gradualmente entrò nel mondo del cinema e nel 1959 apparve in tre film: Là dove il sole brucia, accanto a Dennis Hopper, Ritmo diabolico e I cavalloni. Ottenne inoltre il ruolo principale di Beverly Mills nell'episodio Little Misso Wow della serie televisiva Mr. Lucky. Nel 1960 apparve come una procace giovane studentessa accanto a Bing Crosby nel film In due è un'altra cosa, sul cui set incontrò Jimmy Boyd, che sposò nello stesso anno.
L'anno seguente apparve nel film 7 donne dall'inferno, accanto a Cesar Romero, che avrebbe più tardi interpretato la parte del Joker nella serie Batman. L'attrice recitò poi nell'episodio Tracce di morte, della serie televisiva Perry Mason, in cui apparve anche Neil Hamilton nei panni del suocero, che in Batman avrebbe interpretato il Commissario Gordon, padre di Barbara Gordon.
Dopo aver divorziato dal marito nel 1962, Yvonne Craig prese parte a numerosi film, compresi due accanto a Elvis Presley, Bionde, rosse, brune... (1963) e Il monte di Venere (1964). Apparve inoltre in A noi piace Flint (1967), nei panni di una ballerina antagonista di James Coburn.
Alla metà degli anni sessanta, quando i ruoli cinematografici iniziarono a diminuire, apparve con maggior frequenza si concentrò maggiormente in produzioni televisive quali The Barbara Stanwyck Show, Death Valley Days, Hennesey, e Io e i miei tre figli. Uno dei suoi ruoli più memorabili fu quello nella serie televisiva Star Trek, nella parte di Marta, una schiava di Orione dalla pelle verde, nell'episodio della terza stagione Il sogno di un folle (1968).
Nell'episodio del 1965 The Brain Killer Affair, della serie Organizzazione U.N.C.L.E., aiuta a risolvere il mistero di un veleno che mette a rischio il cervello. Nel 1966 dalla serie venne tratto il film Una spia di troppo, costruito con un episodio in due parti e scene di archivio, e raffigurante una maggiore carica di violenza rispetto a quanto mostrato in televisione. Yvonne Craig apparve mentre prende il sole seminuda e flirta con Napoleon Solo (Robert Vaughn).
Nel 1966, nell'episodio The Night of the Grand Emir della serie Selvaggio west, interpretò un'assassina che esegue una danza esotica araba. Interpretò anche l'infermiera della marina statunitense e ballerina esotica nell'episodio Pumpkin Takes Over della serie Un equipaggio tutto matto del 1965. Nello stesso anno apparve anche in un episodio del telefilm La grande vallata, accanto a Lee Majors e Barbara Stanwyck. Nel 1968, nell'episodio Haunted Honeymoon della serie La signora e il fantasma, interpretò una futura sposa bloccata per una notte al Gull Cottage.
Ma l'interpretazione più importante della sua carriera televisiva sarà quella di Batgirl, alter ego della bibliotecaria Barbara Gordon e figlia del Commissario Gordon, nella terza ed ultima stagione del telefilm Batman, al fianco di Adam West e Burt Ward. Nella serie il suo personaggio appare spesso nella parte della vittima, legata, imbavagliata e impotente.
Yvonne Craig si sentiva coinvolta dal personaggio al punto da lamentarsi con la DC Comics per la sorte che spettò a Barbara Gordon quando viene paralizzata dal Joker nella graphic novel del 1988 Batman: The Killing Joke. Dopo Batman, continuò a recitare sporadicamente in film e in televisione. Ruoli di rilievo furono quelli nelle serie Kentucky Jones, Operazione ladro, Mod Squad, i ragazzi di Greer e Squadra Emergenza. Dal 1969 al 1972 apparve in quattro episodi della sitcom Love, American Style. Sostenne inoltre un ruolo principale in un episodio di L'uomo da sei milioni di dollari nel 1974, e apparve come sé stessa in alcune edizioni di Family Feud dedicate alle celebrità.
In seguitò si dedica al mondo degli affari, svolgendo il ruolo di produttore nell'ambito di spettacoli musicali, e successivamente ebbe successo in ambito immobiliare. Si occupò di mantenere inoltre il suo sito internet ufficiale. Nel 1988 sposò Kenneth Aldrich.
Nel 2000 pubblicò la sua autobiografia intitolata From Ballet to the Batcave and Beyond. Dal 2009 partecipò al doppiaggio della serie televisiva animata Olivia, dando la voce al personaggio della nonna.
Yvonne Craig morì il 17 agosto 2015 nella sua casa di Pacific Palisades, a Los Angeles, in California, a causa di un cancro metastatico al seno, propagatosi al fegato.

## Filmografia

### Attrice

#### Cinema
- Eighteen and Anxious, regia di Joe Parker (1957)
- I cavalloni (Gidget), regia di Paul Wendkos (1959)
- Là dove il sole brucia (The Young Land), regia di Ted Tetzlaff (1959)
- Ritmo diabolico (The Gene Krupa Story), regia di Don Weis (1959)
- In due è un'altra cosa (High Time), regia di Blake Edwards (1960)
- Ossessione amorosa (By Love Possessed), regia di John Sturges (1961)
- 7 donne dall'inferno (7 Women from Hell), regia di Robert D. Webb (1961)
- Bionde, rosse, brune... (It Happened at the World's Fair), regia di Norman Taurog (1963)
- Il monte di Venere (Kissin' Cousins), regia di Gene Nelson (1964)
- Compagnia di codardi? (Advance to the Rear), regia di George Marshall (1964)
- Ragazze sotto zero (Quick Before It Melts), regia di Delbert Mann (1964)
- Ski Party, regia di Alan Rafkin (1965)
- Una spia di troppo (One Spy Too Many), regia di Joseph Sargent (1966)
- La spia che non fece ritorno (One of Our Spies Is Missing), regia di E. Darrell Hallenbeck (1966)
- A noi piace Flint (In Like Flint), regia di Gordon Douglas (1967)
- How to Frame a Figg, regia di Alan Rafkin (1971)
- Diggin' Up Business, regia di Mark Byers, Ton Pardew (1990)

#### Televisione
- Schlitz Playhouse of Stars – serie TV, episodi 7x25-7x28 (1958)
- Perry Mason – serie TV, episodio 1x35 (1958)
- Bronco – serie TV, episodio 2x03 (1959)
- Philip Marlowe – serie TV, episodio 1x06 (1959)
- June Allyson Show (The DuPont Show with June Allyson) – serie TV, episodio 1x10 (1959)
- Mr. Lucky – serie TV, episodio 1x08 (1959)
- The Many Loves of Dobie Gillis – serie TV, 6 episodi (1959-1962)
- Man with a Camera – serie TV, episodio 2x12 (1960)
- Hennesey – serie TV, episodio 1x24 (1960)
- The Chevy Mystery Show – serie TV, episodio 1x06 (1960)
- Scacco matto (Checkmate) – serie TV, episodio 1x03 (1960)
- The Barbara Stanwyck Show – serie TV, episodio 1x06 (1960)
- Indirizzo permanente (77 Sunset Strip) – serie TV, 4 episodi (1960-1964)
- I detectives (Detectives) – serie TV, episodio 2x18 (1961)
- Peter Loves Mary – serie TV, episodio 1x18 (1961)
- Tales of Wells Fargo – serie TV, episodio 5x27 (1961)
- The Aquanauts – serie TV, episodio 1x25 (1961)
- Michael Shayne – serie TV episodio 1x31 (1961)
- Hot Off the Wire – serie TV, episodio 1x33 (1961)
- Margie – serie TV, episodio 1x05 (1961)
- Ichabod and Me – serie TV, episodio 1x13 (1961)
- The Gertrude Berg Show – serie TV, episodio 1x13 (1961)
- Follow the Sun – serie TV, episodio 1x27 (1962)
- The New Breed – serie TV, episodio 1x30 (1962)
- I'm Dickens, He's Fenster – serie TV, episodio 1x01 (1962)
- Laramie – serie TV, episodio 4x05 (1962)
- Death Valley Days – serie TV, episodio 11x07 (1962)
- The Dick Powell Show – serie TV, episodio 2x08 (1962)
- The Wide Country – serie TV, episodio 1x11 (1962)
- Sam Benedict – serie TV, episodi 1x12-1x21 (1962-1963)
- Vacation Playhouse – serie TV, episodio 1x08 (1963)
- Il dottor Kildare (Dr. Kildare) – serie TV, episodio 3x27 (1964)
- Channing – serie TV, episodio 1x26 (1964)
- Carovane verso il West (Wagon Train) – serie TV, episodio 7x30 (1964)
- Tom, Dick and Mary – serie TV, episodio 1x01 (1964)
- Viaggio in fondo al mare (Voyage to the Bottom of the Sea) – serie TV, episodio 1x07 (1964)
- Un equipaggio tutto matto (McHale's Navy) – serie TV, episodio 3x22 (1965)
- Organizzazione U.N.C.L.E. (The Man from U.N.C.L.E.) – serie TV, episodio 1x23 (1965)
- Il ragazzo di Hong Kong (Kentucky Jones) – serie TV, episodio 1x26 (1965)
- Il mio amico marziano (My Favorite Martian) – serie TV, episodio 3x04 (1965)
- Ben Casey – serie TV, episodio 5x15 (1965)
- La grande vallata (The Big Valley) – serie TV, episodio 1x15 (1965)
- Selvaggio west (The Wild Wild West) – serie TV, episodio 1x19 (1966)
- Mr. Roberts (Mister Roberts) – serie TV, episodio 1x24 (1966)
- Io e i miei tre figli (My Three Sons) – serie TV, episodio 7x06 (1966)
- Mars Needs Women, regia di Larry Buchanan – film TV (1967)
- Batgirl – cortometraggio TV (1967)
- Batman – serie TV, 26 episodi (1967-1968)
- La signora e il fantasma (The Ghost and Mrs. Muir) – serie TV, episodio 1x02 (1968)
- Operazione ladro (It Takes a Thief) – serie TV, episodio 2x03 (1968)
- Mod Squad, i ragazzi di Greer (The Mod Squad) – serie TV, episodio 1x07 (1968)
- Star Trek – serie TV, episodio 3x14 (1969)
- The Good Guys – serie TV, episodio 2x13 (1969)
- Love, American Style – serie TV, 4 episodi (1969-1972)
- Mannix – serie TV, episodi 3x11-6x21 (1969-1973)
- Three Coins in the Fountain, regia di Hal Kanter – film TV (1970)
- La terra dei giganti (Land of the Giants) – serie TV, episodio 2x24 (1970)
- Una moglie per papà (The Courtship of Eddie's Father) – serie TV, episodio 1x25 (1970)
- The Partners – serie TV, episodi 1x01-1x18 (1971-1972)
- O'Hara, U.S. Treasury – serie TV, episodio 1x19 (1972)
- Jarrett, regia di Barry Shear – film TV (1973)
- Il mago (The Magician) – serie TV, episodio 1x08 (1973)
- Kojak – serie TV, episodio 1x08 (1973)
- Squadra emergenza (Emergency!) – serie TV, episodio 4x03 (1974)
- Holmes and Yo-Yo – serie TV, episodio 1x09 (1976)
- L'uomo da sei milioni di dollari (The Six Million Dollar Man) – serie TV, episodio 4x17 (1977)
- Starsky & Hutch – serie TV, episodio 4x21 (1979)
- Fantasilandia (Fantasy Island) – serie TV, episodio 6x21 (1983)

### Doppiatrice
- Olivia (2009-2011): Grandma

## Doppiatrici italiane
- Rita Savagnone in In due è un'altra cosa
- Serena Verdirosi in Il monte di Venere
- Vittoria Febbi in A noi piace Flint
- Annarosa Garatti in Batman
- Emanuela Fallini in Star Trek

## Libri
- (EN)  From Ballet to the Batcave and Beyond, Kudu Press, New York, 2000. ISBN 0-9678075-6-5